# Joseph Gébara
Joseph Gébara (10 de junho de 1965) é um clérigo católico libanês da Igreja Greco-Melquita, foi eparca de Nossa Senhora do Paraíso em São Paulo e atual arquieparca da Arquieparquia de Petra e Filadélfia em Amã, na Jordânia.

## Biografia
Depois de seus estudos institucionais, ele obteve uma licenciatura em filosofia no Instituto Teológico de São Paulo, em Harissa (1995) e um mestrado em teologia no Instituto Católico de Paris (1998) e um diploma de Estudos Avançados (DEA) em patrística (2000) e doutorado em história das religiões e da antropologia religiosa (2003) pela Universidade de Sorbonne, em Paris.
Ele foi ordenado sacerdote para a Arquieparquia de Beirute e Jbeil dos greco-melquitas em 10 de julho de 1993. Tendo realizado o serviço pastoral na igreja de Saint Elie Dekwaneh (1993-1995), durante os estudos de pós-graduação em Paris, ele trabalhou nas paróquias Saint-Julien-le-Pauvre (1996-1998) e Notre-Dame des Champs, em Montparnasse (1998-2003). Ele voltou para o Líbano em 2003, foi nomeado pároco da igreja de Notre-Dame da Libertação de Hadath. Ela foi Deão do terceiro distrito de Beirute (2006-2011).
Foi nomeado bispo-coadjutor da Eparquia Greco-Melquita Nossa Senhora do Paraíso em 31 de outubro de 2013, sendo consagrado em 21 de dezembro, tendo como sagrante o Patriarca Greco-Melquita de Antioquia e de todo Oriente, Alexandria e Jerusalém Gregório III Laham. Sucedeu ao eparca Farès Maakaroun após a sua renúncia.
Em 20 de fevereiro de 2018, o Papa Francisco aceitou sua eleição pelo Sínodo Melquita como Arquieparca da Arquieparquia Greco-Católico Melquita de Petra e Filadélfia em Amã.
Ele fala árabe e francês e conhece as línguas clássicas.